# Abelleira (Muros)
Abelleira (llamada oficialmente Santo Estevo de Abelleira) es una parroquia y lugar perteneciente al municipio de Muros, en la provincia de La Coruña, Galicia.

## Localización
A 6 km de Muros, siguiendo la C-550 en dirección a Santiago.

## Geografía
La aldea que le da su nombre es está construida a lo largo de la carretera general –AC-550– y a pie de mar. Cuenta con aproximadamente 300 habitantes. Aunque es posible comprar artículos de primera necesidad (pan, leche, periódico, etc) es la villa de Muros, a unos 6 km, la que aglutina la mayor parte de los servicios del municipio. 

### Playas
Las calas y playas de Abelleira esconden bancos de gran riqueza en marisco. También son muy visitadas en verano, a pesar de la escasa infraestructura preparada para acoger a los numerosos turistas que en ellas se congregan.

## Entidades de población
Entidades de población que forman parte de la parroquia:
- A Agra Boa
- A Agra do Fondo
- A Carballeira
- A Cova de Xerpe
- A Mureira
- A Ponte da Braña
- A Pontenova
- A Robaleira
- A Viña
- Abelleira (Abelleira de Arriba)
- Rateira (A Rateira)
- Bornalle
- Cruceiro (O Cruceiro)
- Lestón Abaixo (Lestón de Abaixo)
- Mondelo
- O Agro da Area
- O Caño
- Pazo (O Pazo)
- Surribos
- Ventín
- Vilar (O Vilar)
- Priegue

## Demografía
| Gráfica de evolución demográfica de Abelleira entre 2000 y 2018 |
|                                                                 |
| Datos según el nomenclátor publicado por el INE.                |